# Astyanax caucanus
Astyanax caucanus är en fiskart som först beskrevs av Steindachner, 1879.  Astyanax caucanus ingår i släktet Astyanax och familjen Characidae. Inga underarter finns listade.